# Cyril Hanouna
Pour les articles homonymes, voir Baba et Hanouna (homonymie).
 (mars 2025).
 (avril 2025).
Cyril Hanouna, né le 23 septembre 1974 à Paris, est un animateur de radio ainsi qu'animateur, producteur de télévision et homme d'affaires franco-tunisien, principalement connu comme animateur et producteur de l'émission Touche pas à mon poste !. Plus épisodiquement, il est chroniqueur, acteur et humoriste.
À la radio, il débute sur Fun Radio en 2002 aux côtés d'Arthur, Manu Levy et Valérie Benaïm, poursuit sur Rire et Chansons et RTL. Il participe en parallèle à des émissions télévisées principalement humoristiques sur Comédie !, M6 et Direct 8 et exerce entre 2002 et 2012 sur France Télévisions où il présente notamment des jeux, des bêtisiers, des divertissements, des émissions de sport et commente l'Eurovision. De 2011 à 2013, il est aux commandes de la matinale de Virgin Radio, puis anime l'émission Les Pieds dans le plat sur Europe 1 de 2013 à 2016.
Il fonde la société de H2O Productions en mars 2010, laquelle produit à partir du 1er avril 2010, sur la chaîne publique France 4 puis sur C8, l'émission Touche pas à mon poste ! (TPMP). Sur cette dernière chaine, il anime, de 2018 à 2022, Balance ton post ! puis les émissions Face à Baba et Face à Hanouna. Pour le même groupe contrôlé par Vincent Bolloré, il anime La Très Grosse Émission et le Hanounight Show sur Canal+ en 2016-2017.
À partir de 2021, il se rapproche de l'extrême droite, à travers TPMP, lors de la campagne de la présidentielle de 2022 en faisant ouvertement la promotion de personnalités d'extrême droite, notamment Éric Zemmour et Marine Le Pen. Cette orientation politique se renforce notamment lors des élections législatives de 2024 et Cyril Hanouna entend défendre également l'extrême droite, dans son émission dédiée sur Europe 1, autre média propriété de Vincent Bolloré.
Au cours de cette période, l'animateur menace à diverses reprises — y compris de violences physiques — d'autres personnalités, dont des journalistes enquêtant ou exprimant des critiques contre lui ou contre la nouvelle formule de son émission ou encore, il tente de faire pression sur eux. L'animateur humilie également de manière récurrente les chroniqueurs de son émission TPMP. Il est également mis en cause dans les années 2010 pour le caractère d'homophobie de son émission lors de certaines séquences ou chroniques. Plusieurs de ses émissions radiophoniques ou télévisuelles ont fait l'objet de mises en garde, de mises en demeure et de multiples sanctions ou amendes, notamment de la part du Conseil supérieur de l'audiovisuel puis de l'Arcom, ayant motivé cet organisme à ne pas renouveler l'autorisation d'émettre sur la TNT de la chaîne C8 en 2025.
Début mai 2025, l'animateur-producteur déclare officiellement s'engager dans l'influence politique, ayant fondé la société de communication Chapchak avec Aline Poulain, ancienne cheffe du service de presse de Nicolas Sarkozy et ex-cheffe de cabinet de Jean-Michel Blanquer ainsi que Karl Astié, membre du parti de droite Les Républicains, conseiller parlementaire de Nicolas Daragon, ministre chargé de la Sécurité du quotidien auprès du ministre de l'intérieur Bruno Retailleau, nommé en septembre 2024.

## Biographie

### Jeunesse
Cyril Valéry Isaac Hanouna naît le 23 septembre 1974, dans le 15e arrondissement de Paris, de parents juifs séfarades de Tunisie, arrivés en France en 1969. Son deuxième prénom, « Valéry », lui est attribué en référence à l'homme politique de droite et président de la république Valéry Giscard d'Estaing. Son père, Ange Hanouna (1947-2024), après des études de médecine, ouvre un cabinet de médecine générale aux Lilas (Seine-Saint-Denis). Sa mère, Esther Sitruk (née en janvier 1949), est gérante d’une boutique de vêtements de luxe à Vincennes. Il a également une sœur nommée Yael.
Âgé de onze ans, Cyril Hanouna acquiert la nationalité française le 20 décembre 1985, par l'effet collectif attaché à la naturalisation de ses parents.
Durant son enfance aux Lilas, il se rapproche du futur producteur Jean-Rachid Kallouche, du futur rappeur Stomy Bugsy (Gilles Duarte) et du député socialiste Claude Bartolone. L'adolescent passe ses vacances le plus souvent chez sa grand-mère, en Tunisie. Après avoir redoublé sa première, Cyril Hanouna parvient à obtenir un bac scientifique avec spécialité Biologie, dans le but d'étudier la médecine comme son père,[source insuffisante].
Il obtient ensuite un DEUG en économie-gestion et s'inscrit à l'INTEC, école d'expertise comptable qui dépend du Conservatoire national des arts et métiers mais il abandonne ce cursus et ne se présente à aucun examen, refusant de renouveler son inscription.
En parallèle, il exerce différents métiers comme employé de banque, commercial VRP en tissus ou encore animateur dans le centre de loisirs juif Shalom Loisirs, où il fait la connaissance de la comédienne débutante Géraldine Nakache. En 2012, conformément à son éducation et ses racines religieuse, il se déclare respectueux des traditions et coutumes juives,,, se qualifiant lui-même de « juif traditionaliste ». En 2004, il quitte l’appartement de ses parents où il a vécu jusqu’à l’âge de 30 ans.

### Vie privée
En 2003, il épouse Émilie Hanouna[Qui ?], alors étudiante pour devenir institutrice. Sa conjointe travaille par la suite, pour le producteur Gérard Louvin. Ils ont deux enfants, Bianca Hanouna, née le 3 mars 2011 et Lino Hanouna, né le 14 mai 2012. En 2019, le couple se sépare.
Comme activité sportive, Cyril Hanouna pratique le padel, dont il est 100e au classement français en avril 2025.

### Télévision

#### Débuts à la télévision (années 1990)
Âgé de 15 ans, Cyril Hanouna fait sa première apparition comme lycéen témoignant lors d'un reportage d'information diffusé sur Antenne 2, le 20 octobre 1989 dans le journal télévisé. Passionné de télévision, Cyril Hanouna s'inscrit dès sa majorité, comme candidat à plusieurs jeux télévisés comme notamment Le Juste Prix sur TF1[réf. obsolète] et Que le meilleur gagne sur France 2.
En 1997, à l'âge de 23 ans, Cyril Hanouna envoie un CV à la chaîne Comédie !, lui permettant de faire ses débuts comme stagiaire. Il rédige les textes des bandes-annonces promotionnelles, notamment aux côtés de Marina Foïs ; puis devient accessoiriste de la troupe d'acteur Les Robins des Bois et devient rédacteur pour Nicolas Deuil, animateur de la chaîne. Deux ans plus tard, Cyril Hanouna se lance avec Yves Azeroual, dans l'écriture de la série télévisée Sur la vie d'ma mère, diffusée une année sur France 2.

#### Débuts sur Comédie!, M6 et D8 (2000-2006)
En 2000, il obtient son premier poste d'animateur de télévision à la chaîne Comédie !, où il coanime jusqu'en 2002, les deuxième et troisième saisons de La Grosse Émission, émissions dans laquelle émergent certains humoristes tels que Kad et Olivier, Jonathan Lambert ou Axelle Laffont. En 2001 sur la même chaîne, il anime le magazine La pub, c'est ma grande passion consacré aux écrans publicitaires les plus drôles ou les plus originaux. La même année, il fait un passage furtif aux côtés de Nicolas Deuil, dans l'émission de TF1 Les Enfants de la télé, animée par Arthur et co-animée par Pierre Tchernia et diffusée en première partie de soirée. Pour l'émission, il tient provisoirement une chronique sur l'univers de la publicité, étant présent à l'antenne quelques minutes seulement.
Du 8 juillet jusqu'à fin août 2002, il coprésente avec Julie Raynaud, la semaine en access prime-time, le magazine estival Tous au club sur France 2, composé de reportages et de zappings des télévisions du monde. Au début des années 2000, il intervient pour des émissions d'humour sur la chaîne Comédie !, comme La Grosse Émission créée par Dominique Farrugia et il est chroniqueur sur TF1 et France 2. Pendant 3 mois en 2003, il assure l'animation du Morning Live sur M6. Entre 2002 et 2012, il présente sur France Télévisions des bêtisiers, l'émission humoristique Pliés en 4, les jeux La Porte ouverte à toutes les fenêtres et Fa Si La Chanter ainsi que des soirées spéciales, telles que les Victoires de la musique et le Téléthon.
À partir de mars 2003, sur M6 et en simultané sur la chaîne Fun TV, il est aux commandes de l'émission matinale quotidienne Morning Live, avec Ariane Brodier et Jérôme Drouet. L'émission ne parvient pas à obtenir le même succès d'audience de la formule produite et animée par Michael Youn et ce programme est arrêté le 27 juin 2003. En septembre de la même année, Cyril Hanouna revient sur le service public à France 2 et fait partie de l'équipe des chroniqueurs du divertissement Qu'est-ce qui se passe quand ? présenté par Gaël Leforestier. L'émission est un échec en termes d'audience et la chaîne décide de l'arrêter après 2 mois de diffusion. En janvier 2004, il quitte France Télévisions et revient sur Comédie !, où il anime la quotidienne La Vie est une fête.
À partir du 11 juin 2006, il présente Le Gros Direct sur la nouvelle chaîne privée nationale Direct 8.

#### France Télévisions (2007-2012)

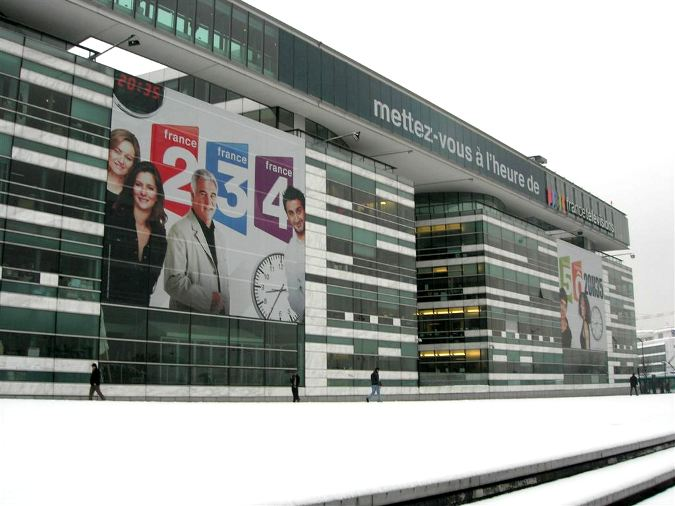
Siège de France Télévisions (2009).

Une nouvelle fois, l'animateur rejoint le service public pour présenter l'été sur France 3 à partir de 2007, l'émission de divertissement Hanouna Plage dans laquelle il part à la rencontre des vacanciers dans des stations balnéaires françaises. Chaque année, en décembre, de 2007 à 2009, il présente sur la même chaîne Le Grand Bêtisier de l'année en prime-time. Il anime aussi l'émission Ensemble contre le racisme sur France 2 en 2007 et 2008. Lors du 53e Concours Eurovision de la chanson se déroulant le 24 mai 2008 à Belgrade (Serbie) et retransmis sur France 3, il est intervient comme porte-parole de la France. Chaque samedi à 20 h 20 de mars à août 2010, il présente sur France 3, une nouvelle formule du jeu musical Fa Si La Chanter mais l'émission s'arrête rapidement, faute d'audience.
De 2008 à 2010, il anime sur la chaîne publique France 4, l'émission humoristique Pliés en 4. En mai et juin, chaque année de 2008 à 2012, il présente Tennis Club, magazine retransmis le matin durant les 15 jours du tournoi de Roland-Garros. En 2009, toujours sur France 4, il présente le jeu La Porte ouverte à toutes les fenêtres initialement programmé du lundi au vendredi puis quotidiennement. Le programme connaît un démarrage poussif et sa formule est revue. Malgré un horaire modifié l'audience n'est pas satisfaisante et la chaîne arrête l'émission en décembre 2009.
À partir du 1er avril 2010, Cyril Hanouna présente sur la chaîne publique France 4, l'émission Touche pas à mon poste !, hebdomadaire consacrée à l'actualité des médias, laquelle accueille des chroniqueurs jusqu'au 22 mai 2012. Le nom de l'émission est directement inspiré du slogan « Touche pas à mon pote » de l'association SOS Racisme.

#### Sur D8 puis C8 (2012-2025)
En mai 2012, il annonce quitter à nouveau le service public France Télévisions tout en obtenant le transfert de l'émission Touche pas à mon poste ! sur la nouvelle chaîne privée nationale D8, contrôlée par le groupe Canal+. Au lendemain du lancement de D8, le 8 octobre 2012, la nouvelle formule de Touche pas à mon poste ! est lancée sur un plateau plus vaste, avec un nouveau décor et accueillant davantage de public. Certains chroniqueurs de la formule initiale restent comme Thierry Moreau, Jean-Michel Maire, Christophe Carrière, Enora Malagré et Jean-Luc Lemoine. D'autres chroniqueurs comme Éric Dussart ou Justine Fraioli ne le suivent pas, tandis que d'autres personnalités renforcent l'équipe comme Gérard Louvin, Élise Chassaing, Valérie Benaïm, Alexia Laroche-Joubert, Philippe Vandel, Nicolas Rey, notamment. De nouvelles rubriques font leur apparition ainsi que des chroniques animées par Camille Combal et Bertrand Chameroy. À cette époque, Cyril Hanouna déclare gagner 15 000 euros nets par mois pour l'animation de l'émission, soit autant que certains des chroniqueurs.
En parallèle, il présente la saison 9 de Nouvelle Star sur D8, diffusée chaque mardi entre décembre 2012 et février 2013, ce télé-crochet étant transféré de M6 vers D8. Il déclare toucher 60 000 euros brut pour cette émission.
En octobre 2012, le quotidien Libération analyse le parcours télévisuel de Cyril Hanouna et fait remarquer que celui-ci « accumule les échecs d’audience… avec une constance qui force l’admiration ». En 2013, les deux derniers mois de la saison 2012/2013 de Touche pas à mon poste ! enregistrent des résultats d'audiences satisfaisant selon la chaîne, se situant parfois autour du million de téléspectateurs. En mars 2013, pour la première fois, Cyril Hanouna entre au classement mensuel TVscope des animateurs préférés des Français, à la 20e place. Il est également élu « animateur de l'année » par les internautes, à l'occasion du TV Notes 2013.
En novembre 2013, il déclare gagner 25 000 euros par mois mais ajoute que c'est « peu comparé à d'autres animateurs », déclaration créant la polémique. Jack Dion dans le magazine Marianne voit dans cette phrase le révélateur d'une « perte du sens commun » et du « contact avec la réalité ». La polémique ne fait qu'enfler quand on découvre que, outre ce salaire, il perçoit 50 000 euros par mois comme animateur sur Europe 1 et 4 000 euros par émission comme producteur de TPMP ! chez H2O Productions. Pour autant, en janvier 2014, il obtient l'ironique trophée des plus médiocres personnalités de la télévision, Gérard de l'animateur, pour Touche pas à mon poste ! lors de la 8e cérémonie des Gérard de la télévision.
Il reprend la présentation du télé-crochet Nouvelle Star pour deux saisons et anime plusieurs jeux et divertissements dont L'Œuf ou la Poule ?. Il produit et lance des émissions dérivées de Touche pas à mon poste !, telles que TPMP People, Touche pas à mon sport, Le 6 à 7, PAF avec Baba qu'il anime lui-même. Toujours pour le Groupe Canal+ contrôlé par Vincent Bolloré, il anime La Très Grosse Émission et le Hanounight Show sur Canal+, en 2016-2017. De décembre 2013 à février 2014, il présente les débuts de soirée de la saison 10 de Nouvelle Star, en direct sur D8. Le 15 octobre 2014, il anime en première partie de soirée sur la même chaîne le télé-crochet The Cover, dans lequel des artistes solistes ou groupes anonymes font des reprises de chansons célèbres devant un jury. Au fil des années, il crée et anime également, sur D8 devenue C8, différentes émissions reprenant en partie l'équipe des chroniqueurs de TPMP, diversement accueillies : le jeu L'Œuf ou la Poule ? dont il présente les premiers numéros, en 2014-2015, avec son chroniqueur Camille Combal, avant de laisser ce dernier seul à la présentation ainsi que les émissions de parodies CQFD ! Ce qu'il fallait détourner (2015), C'est pour nous, c'est cadeau (2016), Dites-le à Baba ! (2017), TPMP, le jeu : C'est que de l'amour !, Family Battle, une nouvelle version d'Une famille en or (2017) puis le talk-show Balance ton post ! (à partir de 2018).
En 2015, alors qu'il s'apprête à signer avec la chaîne D8 un nouveau contrat de cinq ans, la direction du groupe Canal + se sépare d'Ara Aprikian lequel dirige notamment D8, ce qui entraîne l'ajournement de ce nouveau contrat. L'animateur se tourne vers TF1 se déclarant prêt à l'accueillir mais Vincent Bolloré, principal actionnaire du groupe Canal+, ne souhaite pas le laisser partir. Il décide de renouveler son contrat pour 250 millions d'euros sur cinq ans, soit 50 millions d'euros par an. Le 3 septembre 2016, dans le journal Le Monde, Cyril Hanouna affirme qu'il aurait eu « la possibilité de signer sur TF1 ou M6 », ce qu'il a refusé selon lui, « à cause du manque de liberté qu'il aurait pour critiquer les émissions de ces chaînes ». Le 2 novembre 2016, Cyril Hanouna lance en direct Le Hanounight Show, diffusé de façon cryptée sur Canal+. Le premier numéro du Late show, initialement prévu le 19 octobre (soit 4 jours après la fin des 35 h de Baba), est déprogrammé. La dernière émission a lieu le 28 juin 2017.
En novembre 2017, le contrat de l'animateur avec le groupe Canal+ désormais contrôlé par Vincent Bolloré est prolongé de deux ans, soit jusqu'en 2020.

### Radio

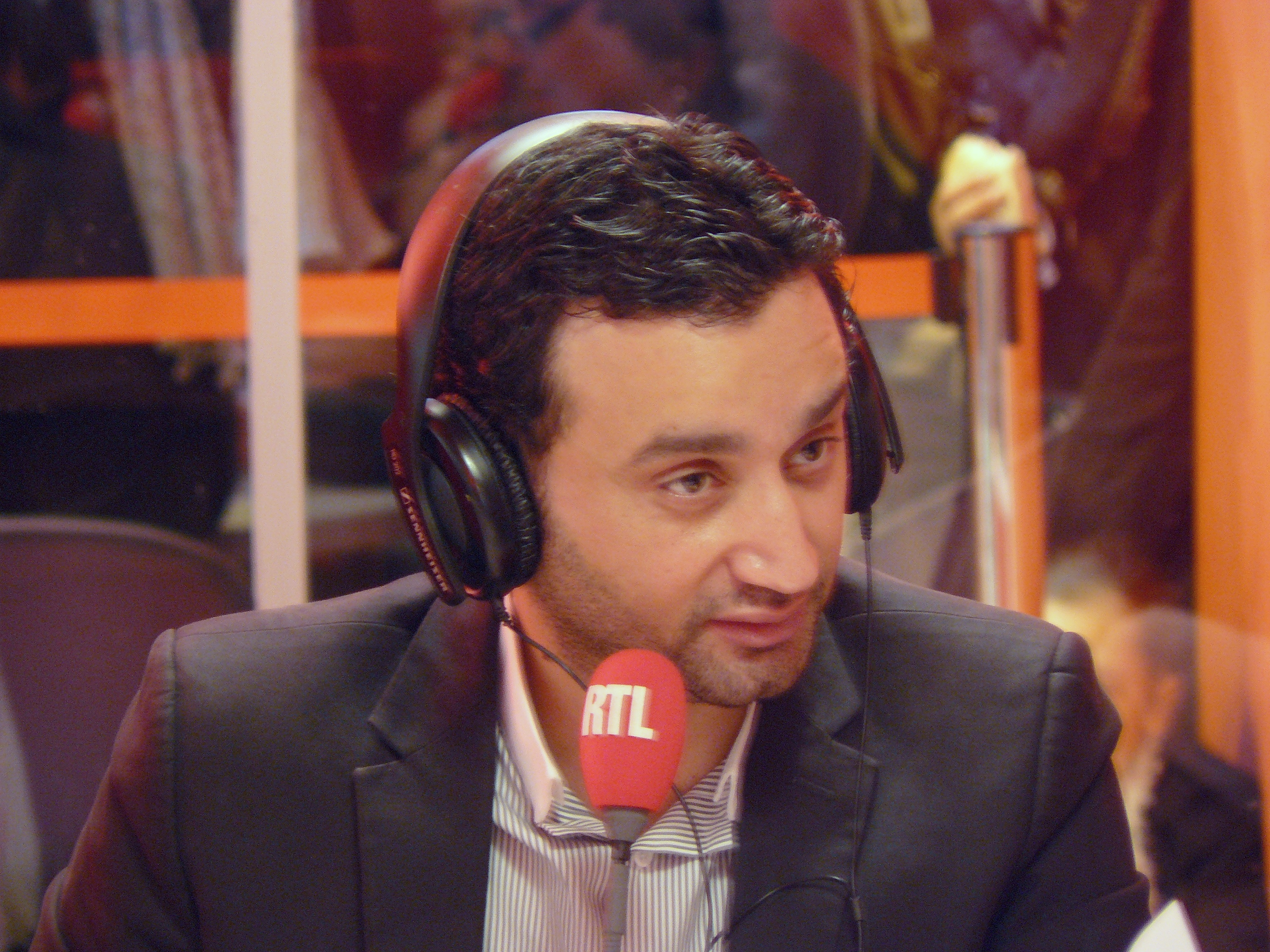
Cyril Hanouna en 2010 dans le studio de RTL.

Cyril Hanouna commence sa carrière à la radio, comme auteur. Ainsi, en février 2002, il coécrit Le Qui's qui ? inspiré du guide des célébrités Who's Who, pour lequel il collabore avec l'équipe du 6 h–9 h de la station FM nationale NRJ. À la rentrée 2002, il intègre l'émission Planet Arthur, où il est coanimateur aux côtés de son producteur et présentateur Arthur, ainsi que de Manu Levy et de Valérie Bénaïm pendant six mois, sur Fun Radio. De 2005 à 2007, il coanime Les Peopleries sur Rire et Chansons, le jeu La Bonne Touche avec Jean-Pierre Foucault sur RTL de 2006 à 2011, la matinale de Virgin Radio de 2011 à 2013, l'émission Les Pieds dans le plat sur Europe 1 entre 2013 et 2016. Il revient dans cette station en 2024 pour y présenter On marche sur la tête. Sur la station Rire et Chansons il anime l'émission Les Peopleries dont Muriel Robin est la marraine. Initialement programmée sur la plage horaire 18 h–19 h du week-end, l'émission devient quotidienne en 2006 où elle occupe la case 12 h–13 h. Finalement, le rendez-vous est rallongé de deux heures et occupe la grille du 6 h–9 h. Toutefois, l'émission disparaît de la grille de Rire et Chansons en 2007.
Parallèlement, Cyril Hanouna est appelé en 2006 par RTL pour présenter le jeu familial La Bonne Touche aux côtés de Jean-Pierre Foucault. Cinq ans plus tard, le 8 juin 2011 et anticipant son départ annoncé pour la station de radio, Virgin Radio, la première radio de France le congédie. L'émission continue toutefois avec Jean-Pierre Foucault. Hanouna divulgue ultérieurement que son salaire est fixé 15 000 euros par mois pour cette émission.
À partir du 22 août 2011, Il anime la matinale de Virgin Radio intitulée Hanouna le matin entre 6 h et 9 h, aux côtés d'Énora Malagré et Fabien Delettres. L'année suivante, la saison 2 d'Hanouna le matin débute avec une nouvelle équipe et l'arrivée de Cartman et Tiffany. L'émission s'arrête le vendredi 28 juin 2013, Hanouna ayant annoncé son départ pour Europe 1.
À la rentrée 2013, l'animateur arrive sur Europe 1 pour présenter l'émission Les Pieds dans le plat de 10 h 30 à 12 h 30 avec certains chroniqueurs de Touche pas à mon poste ! comme Valérie Bénaïm, Jean-Luc Lemoine et ponctuellement Camille Combal ainsi que Pierre Bellemare et Laurent Guimier. Cette nouvelle émission remplace Faites entrer l'invité présentée par Michel Drucker. L'année suivante, l'équipe s'étoffe avec l'arrivée de Gilles Verdez, Olivier de Kersauson, Jean-Pierre Foucault, Estelle Denis et Bertrand Chameroy. L'horaire change pour passer de 16 h à 18 h 30 antérieurement le créneau de Laurent Ruquier, parti pour la concurrente RTL animer Les Grosses Têtes.
Toutefois, les audiences d'Hanouna son inférieures à celles obtenues par Ruquier[réf. obsolète]. Pour autant, il affirme dans TPMP ! qu'« il n'entend pas jeter l'éponge » et le 20 janvier 2016, Fabien Namias, le directeur général d’Europe 1, confirme la poursuite de l'émission en 2016-2017. Les audiences continuant à baisser encore au fil des mois, atteignant des scores historiquement inédits et extrêmement faibles pour la station nationale privée. L'émission se voit même dépassée en audience par celles de France Inter, de Fun radio et de NRJ diffusées à la même heure.
Finalement, en juin 2016, Hanouna annonce son départ de l'émission qui a perdu 300 000 auditeurs depuis son arrivée et l'émission prend fin, le jeudi 9 juin 2016. En juin 2024, à l'occasion des élections législatives anticipées, il anime pendant deux semaines une émission sur la radio Europe 1, désormais propriété de Vincent Bolloré, dédiée au commentaire de la campagne électorale en cours, intitulée On marche sur la tête.

### Sur scène et au cinéma
Il entreprend de se produire sur les planches du théâtre Trévise de Paris pour son premier one-man-show, intitulé Cyril Hanouna est une ordure, au mois d'octobre 2004. La mise en scène est signée par Julie Raynaud (de La Grosse Émission), avec laquelle il a écrit les sketches.
En 2014, dans le film, La Dernière Passe réalisé par Stomy Bugsy, il incarne le prostitué homosexuel Ninou[source insuffisante].
Il fait partie du casting du film La Vérité si je mens ! 3 sorti en février 2012. Il y tient le rôle de Hervé Cockpit, un homme d'affaires bigame alternant voyages en France et en Chine.

### Producteur
Fin 2007, Cyril Hanouna fonde avec Virginie Foucault et Bertrand Houard la société « F2H » pour produire ou coproduire les émissions de divertissement auxquelles il participe. En mars 2010, il crée la société H2O Productions avec Yannick Bolloré présenté par son père, l'homme d'affaires Vincent Bolloré. Il produit dès lors plusieurs matinales et émissions de libre antenne sur Virgin Radio et pour la télévision, quelques divertissements et émissions humoristiques, des jeux, des magazines et des séries, essentiellement pour les chaînes du groupe Canal + et les chaînes Canal+, C8, CStar, Comédie+ ainsi que pour le service MyCanal ou encore plus rarement, pour France Télévisions (France 2, France 4).
Cyril Hanouna est également le cofondateur de la société Click and Game Entertainment créée en août 2010, spécialisée dans les jeux TV sur Internet. Il est administrateur de la société Santé & Co dont le siège est situé à Paris XII. Il crée fin 2015, une société de production pour la télévision intitulée « Baba Funny League » dont il est le président. Au cinéma, il est coproducteur du long métrage Les SEGPA, sorti en France en 2022 et relatif échec au box-office à sa sortie, via sa société Darka Movies.

### Autres activités
En mai 2025, il annonce créer sa propre agence de communication, « Chapchak ».

### Patrimoine
Devenu millionnaire, Hanouna acquiert des parts dans l'une des principales entreprises de production française, télé Banijay, laquelle contrôle sa société de production H2O. En 2022, après l’introduction en bourse de Banijay, sa fortune personnelle est estimée à 85 millions d’euros.

## Critiques

### Qualité de l'animation
À plusieurs reprises, Cyril Hanouna se voit décerner des Gérards de la télévision négatifs et ironiques parmi lesquels le « Gérard de l'accident industriel » en 2007, celui du « pire animateur de l'année » en 2013, 2014 et 2018 et celui de « l'animateur qui ne se drogue pas » en 2016.
À partir de 2012, alors que TPMP se voit couronné de succès, plusieurs journaux émettent des critiques à l'égard de l'animateur. Le Figaro présente Cyril Hanouna comme « un clown, un pitre né » et lui reproche sa « sur-activité ». Libération lui reproche « d'alterner gloussements hystériques et chorégraphie sur Les Sardines de Patrick Sébastien ». En septembre de la même année, le même journal l'avait qualifié de « pénible ». Également en 2013, l'animateur est critiqué par Christophe Conte du magazine Les Inrockuptibles, qui souligne son « omniprésence audiovisuelle » et sa « vulgarité ».
En février 2016, Cyril Hanouna est caricaturé par la une de Charlie Hebdo sous la forme d'un moustique suçant le cerveau des enfants regardant la télévision, avec le titre « Cyril Hanouna, le virus qui rend con » (en référence au Virus Zika), le tout accompagné d'un portrait acide de l'animateur.
Le 30 novembre 2023, France 2 consacre l'émission Complément d'enquête à l'animateur et aux fake news qu'il relaie. L'animateur a par ailleurs interdit à la plupart de ses chroniqueurs de rentrer en contact avec la journaliste de l'émission.

### Mégalomanie
Le succès télévisuel de Cyril Hanouna l'a jeté, selon de nombreux médias, dans la mégalomanie. En 2013, Le magazine VSD fait sa une sur Hanouna avec le titre « Ça va le melon ? », brocardant un Cyril Hanouna « jamais avare de critiques vis-à-vis de ses confrères ».
La chroniqueuse Sophia Aram le décrit également comme « un gourou des temps modernes […]. On est « avec » Baba ou « contre » Baba ». Toujours selon Sophia Aram, cette mégalomanie s'incarnerait aussi dans des « séances d'humiliation et de torture psychologique » à l'égard de certains chroniqueurs.
En 2021, d'après un dossier du Monde consacré à Cyril Hanouna, il aurait changé de comportement à la suite de sa rencontre avec Vincent Bolloré, dont il est devenu proche et se sentirait depuis « tout permis ».

### Auteur d'humiliations
Dans Touche pas à mon poste !, Cyril Hanouna se livre régulièrement à ce qui est largement interprété comme des séances d'humiliation publique.
Bruno Donnet, chroniqueur de l'émission Instant Médias sur France Inter, voit ainsi dans le comportement du présentateur « la normalisation de l'humiliation » et notamment de Matthieu Delormeau[réf. souhaitée]. Cyril Hanouna et ses chroniqueurs, Matthieu Delormeau compris, démentent et n'y voient que de l'autodérision.[réf. souhaitée] Toutefois le Conseil supérieur de l'audiovisuel mettra en garde Hanouna contre les dérapages de TPMP! (2015-2016),.
En 2016, le magazine Society publie une longue enquête sur Cyril Hanouna, s’appuyant notamment sur plusieurs entretiens avec des collaborateurs et des chroniqueurs. Il en ressort le portrait d'un homme tyrannique, prétentieux, colérique, faisant régner une ambiance délétère dans son équipe par ses « pratiques scabreuses, colères, menaces ». À la suite de cette enquête, relate Mediapart, Cyril Hanouna diffuse les coordonnées du directeur de Society à l'antenne, qui reçoit « des milliers de mails d'insultes » et est ensuite menacé de mort, par téléphone, par le garde du corps de Cyril Hanouna — informations que conteste l'avocat d'Hanouna.
Le 23 novembre 2016, le CSA lance une procédure de sanctions contre TPMP et Cyril Hanouna pour les humiliations faites, tant envers ses chroniqueurs qu'à ses invités. Dans l'affaire dite « Delormeau », le Conseil d'État condamne finalement le CSA, pour sanctions abusives, à la réparation du préjudice subi par C8 à hauteur de 1,1 million d'euros.

### Harcèlement et intimidations
Cyril Hanouna tente plusieurs fois d'exploiter son émission pour faire pression sur la chaîne C8 afin d'obtenir le renvoi de certains de ses confrères ou chroniqueurs, comme Joey Starr, alors juré de La Nouvelle Star ou Stéphane Guillon, après avoir révélé le salaire de cet humoriste sur TPMP, le 18 octobre 2016, celui-ci ayant ironisé sur Vincent Bolloré dans une de ses chroniques de Salut les Terriens. Le 19 octobre 2016, Guillon dénonce ce qu'il considère comme des méthodes mafieuses, après qu'Hanouna lui a envoyé trois SMS menaçants et le juge comme l'un des responsables de son éviction de la chaine.
En février 2016, Le Canard enchaîné révèle que Julien Cazarre, chroniqueur humoriste dans J+1 sur Canal+ Sport, porte plainte contre l'animateur de Touche pas à mon poste ! et sa chroniqueuse Enora Malagré. D'après lui, les deux personnalités l'ont menacé de violences physiques. Une semaine après ces révélations, Arnaud Ramsay, lequel travaille pour I-Télé et la revue France Football, porte également plainte contre Cyril Hanouna. Le producteur-animateur aurait déclaré : « On va s'expliquer, je vais venir te défoncer, tu ne sais pas qui je suis, tu vas avoir de gros problèmes, je vais venir te chercher à I-Télé ». Quelques jours plus tard, Julien Cazarre affirme : « on s'est parlé au téléphone et il a reconnu s'être un peu emporté. […] Cette histoire est réglée ».
En mars 2025, Mediapart relate que Cyril Hanouna menace diverses personnalités et en particulier des journalistes, y compris de violences physiques ou de mort. En 2023, durant une coupure publicité, son chroniqueur Matthieu Delormeau est menacé violemment en ces termes : « On a la même embrouille dans la rue, je te mets en sang. […] T’es mon ami, mais t’es pas mon ami, je te tue… », pour n'avoir pas ri à une blague de l'animateur. Puis est contraint de s'excuser en direct, en pleurs, rapporte Mediapart, enregistrement sonore à l'appui. En 2019, le manageur d'un humoriste, Malik Bentalha, est violemment frappé en coulisses avec, selon certains témoignages, la complicité des vigiles de Canal Factory. L'émission est également décrite par d'anciens chroniqueurs comme « une secte » où Hanouna humilie de manière répétée ses chroniqueurs. L'avocat de Cyril Hanouna dément les informations de Mediapart.

### Homophobie
Le 3 avril 2016, Hanouna déclenche une nouvelle polémique : l'animateur qui a pour habitude dans TPMP de mettre en scène une vie de couple fictive avec Camille Combal, s'envole vers Las Vegas pour un faux mariage avec lui. À cette occasion, Hanouna pose en robe de mariée et cette photo est considérée comme homophobe par de nombreux internautes et certains journalistes, dénonçant la caricature d’homosexuels efféminés.
En décembre 2016, l'Association des journalistes LGBT compte 42 mauvaises blagues sur l'homosexualité en un mois d'exercice et dénonce la promotion d'une homophobie décomplexée.
En mai 2017, l'animateur piège une femme ainsi que des hommes homosexuels lors d'un canular téléphonique monté autour d'une fausse annonce dans la catégorie « rencontres » sur le site de petites annonces Vivastreet, en se faisant passer pour un jeune homme bisexuel libertin, ce qui lui vaut de nombreuses plaintes auprès du CSA ; il est, à cette occasion, accusé d'homophobie par de nombreux journaux. Les médias rapportent les réactions d'indignation suscitées par cette séquence,. La presse parle d'un « record de plaintes » auprès du CSA avec plus de 25 000 signalements et un site Internet est même créé pour signaler l'animateur au CSA automatiquement. L'affaire a aussi été relayée par la presse LGBT étrangère. Les médias parlent d'un « bras de fer » entre Hanouna et le CSA alors que TPMP a déjà reçu une mise en demeure et deux mises en garde et que Cyril Hanouna apparaît comme un « multirécidiviste » pour l'association des journalistes LGBT. L'émission a aussi suscité une réaction de l'ancienne garde des Sceaux Christiane Taubira. La polémique enfle lorsque l'association Le Refuge annonce qu'un des jeunes piégés a été reconnu par ses parents en direct à cause de sa voix puis expulsé de chez lui. Cependant, la société de production de Cyril Hanouna affirme avoir mené des recherches et qu'aucun des hommes piégés n'aurait été expulsé. L'un des piégés s'exprime dans une des émissions suivantes ayant réservé sa place dans le public, longtemps avant l'affaire. « Par une décision du 26 juillet 2017, le CSA inflige à C8 une sanction pécuniaire d’un montant de 3 millions d’euros. Cette décision et cette sanction sont confirmées par le Conseil d’État le 18 juin 2018 (décision no 415432, Société C8) ».
À la suite de ces plaintes, plusieurs sociétés telles que Chanel, LCI, Bosch, Disneyland Paris ou EasyJet annoncent retirer leurs publicités de C8 sur cette tranche horaire,,.
Cyril Hanouna présente des excuses, notamment dans une lettre ouverte publiée dans Libération dans laquelle il admet que le canular est « allé trop loin »,. La présidente de la régie publicitaire de Canal+, Francine Mayer, finit par annoncer avoir décidé « d'interrompre pour un temps la totalité des écrans publicitaires en contexte afin de préserver les marques et l'ensemble de nos annonceurs »,. Une cagnotte destinée à renflouer Cyril Hanouna à la suite de l'amende de trois millions d'euros est mise en ligne mais il s'agit d'une fausse cagnotte organisée par un détracteur de TPMP pour piéger ses fans et donner l'argent récolté à une association contre l'homophobie. Au moment de la polémique, Yannick Bolloré, fils du dirigeant des groupes Vivendi-Canal+ Vincent Bolloré, recommande à l'animateur de se retirer provisoirement de l'antenne.

### Geste déplacé sur Capucine Anav
Au cours de l'émission du 7 décembre 2016, la chroniqueuse Capucine Anav, au cours d'un « jeu » où elle doit deviner les yeux fermés quelle partie du corps de l'animateur elle touche, est conduite à poser la main sur l'entrejambe de l'animateur. Le CSA inflige à C8 une sanction consistant en une suspension pendant une durée de quinze jours de la diffusion des séquences publicitaires au sein de l'émission. La sanction est confirmée par le Conseil d'État le 18 juin 2018 (décision no 412071, Société C8).
Avec 6 711 signalements adressés au CSA contre TPMP en 2016, le divertissement arrive en tête du classement des émissions ayant suscité le plus de plaintes auprès du régulateur.
Le 11 décembre 2018, C8 saisit la Cour européenne des droits de l'homme, en estimant que la condamnation de la chaîne est une « atteinte à la liberté d’expression », laquelle revient pour les personnes offensées à les empêcher de manifester leurs sentiments profonds. Le 9 février 2023, la Cour européenne des droits de l'homme statue que « les séquences litigieuses [sont] attentatoires à l’image des femmes, pour l’une ainsi que de nature à stigmatiser les personnes homosexuelles et à porter atteinte à la vie privée, pour l’autre » (voir supra, au sujet des accusations d'homophobie). En conséquence, la Cour considère que « les sanctions prononcées contre [C8] les 7 juin et 26 juillet 2017 n’ont pas méconnu son droit à la liberté d’expression » et confirme ces sanctions. Bien que « dégouté d'être débouté », Cyril Hanouna ne fait aucune déclaration publique sur cette affaire.

### Allégation d'escroquerie
En 2014, pendant une émission de TPMP, Cyril Hanouna décide de faire gagner à un téléspectateur un voyage au Brésil pour assister à la Coupe du monde de football. Cependant, il est informé quelque temps après qu'il ne reste plus de billets disponibles. La presse accuse alors Hanouna de ne pas tenir ses promesses, ce qui fait réagir violemment l'animateur.
Un article sur TéléObs fait état de téléspectateurs qui se plaignent de ne pas avoir reçu leur cadeau et donne plusieurs exemples. Cyril Hanouna précise alors que l'émission Touche pas à mon poste n'a pas à vocation principale de distribuer des cadeaux mais que la production doit régler chaque situation.
Fin septembre 2019, Cyril Hanouna est de nouveau épinglé pour avoir fait la publicité d'une entreprise fictive. L'animateur vante les voyages organisés par la compagnie d'aviation Skyline Airways, dissimulant en fait, une escroquerie. L'entreprise utilise Photoshop sur ses réseaux sociaux, pour duper d'éventuels clients. Cyril Hanouna déclare être à la recherche de preuves concernant l'authenticité de cette compagnie et fait l'objet d'une nouvelle enquête de la part du CSA. Le producteur-animateur indique avoir convoqué les dirigeants de cette compagnie basée à Lyon dans son émission TPMP du 30 septembre 2019, afin de faire la lumière sur cette polémique. L'animateur précise également s'engager à respecter la promesse faite à ceux qui ont gagné des voyages avec Skyline Airways, même s'il s'agit d'une escroquerie, en leur trouvant une solution.

### Affaire Lola
Le présentateur star du groupe Canal+ contrôlé par Vincent Bolloré est critiqué pour avoir publiquement fêté ses résultats d'audience, à la suite d'une émission en partie consacrée au meurtre de Lola,. Il déclare : « Le procès doit se faire immédiatement, en quelques heures et c'est terminé, c'est perpétuité directe ». Le ministre de la Justice Éric Dupond-Moretti réagit : « Monsieur Hanouna demande un procès expéditif pour la suspecte présumée du meurtre de Lola. C'est ça la conception de l'État de droit que l'on a dans ce pays ? L'État de droit nous protège et le bâillonner pour faire de l'audimat, je ne peux pas accepter ! ».

### Influences politiques

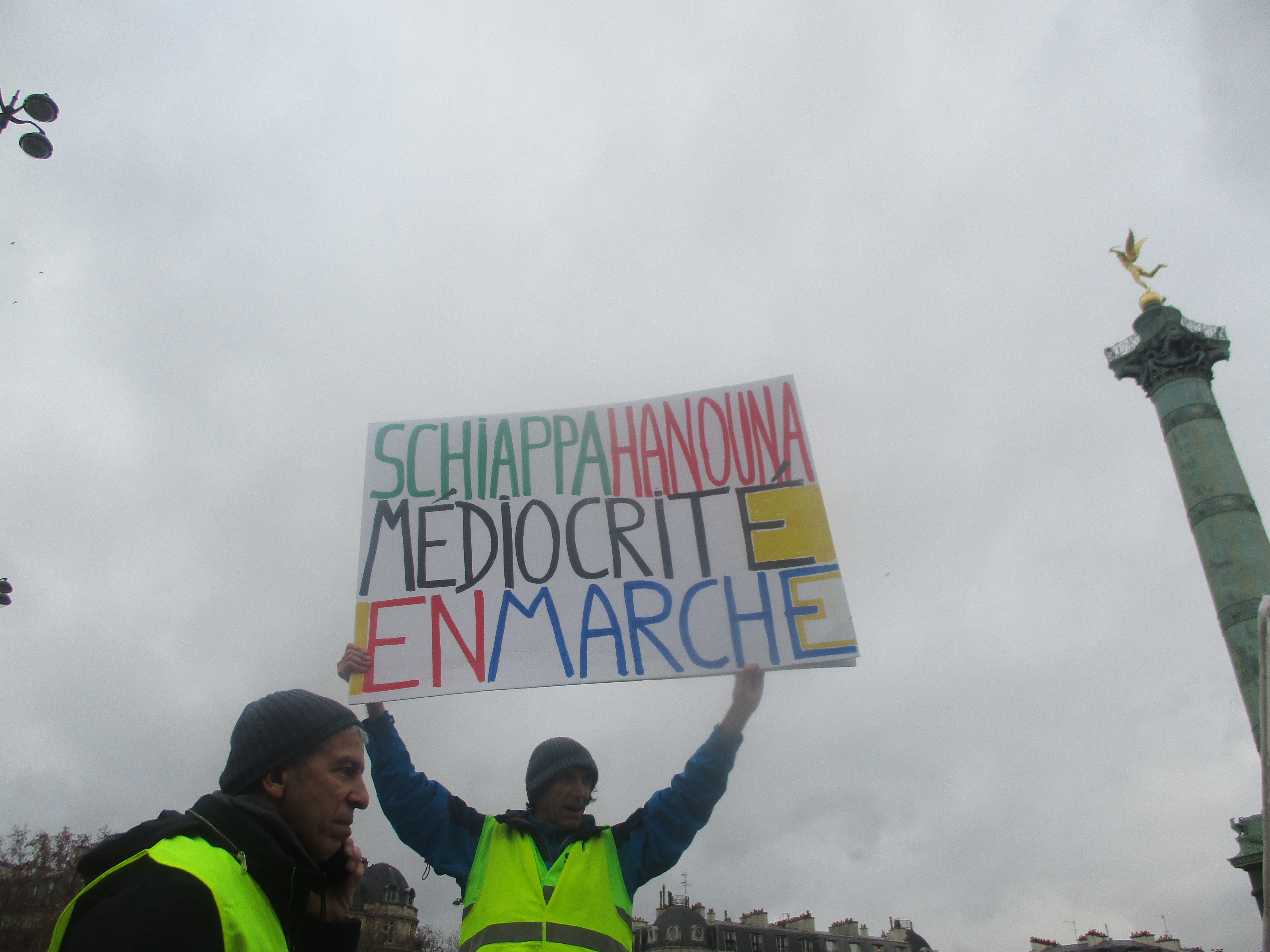
Pancarte contre la « macronie », citant notamment Hanouna, brandie par un Gilet jaune, place de la Bastille à Paris (26 janvier 2019)

En 2021, plusieurs journalistes relèvent la proximité entre Cyril Hanouna et le gouvernement d’Emmanuel Macron, des proches du président étant régulièrement présents dans l’émission Touche pas à mon poste. La journaliste de France Inter Sonia Devillers situe Cyril Hanouna au sein du « bras médiatique de la macronie »,.
Plusieurs médias analysent l'orientation politique de son émission à partir de 2021 à l'approche de l'élection présidentielle : l'extrême-droite devient la tendance politique la plus représentée sur le plateau, avec l'invitation de figures particulièrement radicales sans jamais de contradicteurs. Selon la chercheuse au CNRS Claire Sécail, l'annonce en direct de la candidature d'Éric Zemmour transforme dès lors l'émission en tribune, au service de la candidature du polémiste d'extrême-droite, lequel cumule plus de 40 % du temps de parole politique dans TPMP, devant Emmanuel Macron à 25 %, suivi de Marine Le Pen. Dans son ensemble, l’extrême droite Zemmour, Le Pen, Philippot, Dupont-Aignan est même majoritaire avec 51,1 % du temps d’antenne cumulé. Le 16 décembre 2021, le candidat Zemmour inaugure également la nouvelle émission Face à Baba où Hanouna interroge une personnalité politique candidate aux élections, alors que quelques années auparavant Hanouna déclarait « [qu'il] ne le recevrait jamais ».
En juin 2024, à l'occasion des élections législatives anticipées, Hanouna produit et anime pendant deux semaines, une émission sur la radio Europe 1, propriété du milliardaire conservateur Vincent Bolloré, dédiée au commentaire de la campagne en cours. Intitulée On marche sur la tête, celle-ci est mise en garde par l'ARCOM, qui rappelle à la station son obligation « traiter avec mesure et honnêteté l’actualité électorale » ainsi que l'impératif de se conformer « à l’exigence de pluralisme de l’information telle qu’elle découle ». De nombreux observateurs notent l'asymétrie politique parmi les personnalités invitées et, notamment, la surreprésentation de l'extrême-droite, la première édition du programme réunissant quatre personnalités politiques, dont le maire de Béziers Robert Ménard, l’eurodéputé RN Matthieu Valet et le président de Reconquête ! Éric Zemmour.
En juillet 2024, Cyril Hanouna est au cœur d'une polémique en raison de sa proximité avec Jordan Bardella, président du RN, dont il est révélé qu'il l'a invité dans sa villa à Saint-Tropez. Plusieurs photos de cette soirée prises par un paparazzi sont interceptées par Michèle Marchand, influente communicante proche d'Hanouna, tentant de bloquer leur publication,.
S'estimant « harcelé » par l'autorité de régulation, Cyril Hanouna annonce porter plainte contre l'organisme en septembre 2024. Pour appuyer cette démarche, il invite une téléspectatrice à témoigner sur le plateau de son émission. Après enquête, celle-ci s'avère avoir des liens professionnels avec le Groupe Canal+, posant des problèmes éthiques.
Lors de la diffusion en direct de l'émission faisant suite à l'élection de Donald Trump en novembre 2024 comme président des États-Unis, Cyril Hanouna annonce se rendre en 2025, aux États-Unis à Mar-a-Lago pour rencontrer Donald Trump et Elon Musk, déclarant les admirer. Conformément aux recherches effectuées par les journalistes, il s'agirait d'une participation payante de formule « Epoch Presidential Partership » commercialisée pour 100 000 $ par le Mar-a-Lago Club, autour d'un événement baptisé « Celebrate American Exceptionalism 2025 », autorisant une entrevue d'une durée 20 minutes avec les deux hommes. Lorsque le Conseil d'État confirme la décision de l'Arcom de fermer la chaîne C8, l'animateur annonce renoncer à ce projet, afin de ne pas être absent pour présenter son émission.
En 2016, Cyril Hanouna critique ouvertement la première élection de Donald Trump, allant jusqu'à demander aux femmes, aux personnes LGBT et à celles d'origines étrangères de quitter le plateau pour dénoncer la politique du président américain. Toutefois, lors de la dernière diffusion de TPMP du 27 février 2025, le producteur-animateur assume avoir « totalement changé son fusil d'épaule » et déclare : « Je défendrai tout ce qui est anti-woke donc Donald Trump, je le défendrai ». En revanche, il indique n'être « pas d’accord avec tout ce que dit Donald Trump », sans en préciser le détail.

## Affaires judiciaires

### Condamnation pour diffamation
Le 31 mai 2022, Cyril Hanouna est condamné par la 17e chambre correctionnelle du tribunal judiciaire de Paris à une amende de 500 euros avec sursis pour diffamation. Cette condamnation porte sur des propos tenus dans l'émission Touche pas à mon poste, diffusée en direct le 25 février 2020, au cours de laquelle l'animateur affirme : « C'est l'homme d'affaires suisse Yves Bouvier qui aurait été à l'origine des relations sexuelles tarifées de Zahia et pas [Abousofiane Moustaïd] », son invité et co-accusé. La condamnation commune est assortie d'une peine de 2 000 euros de dommages-intérêts et 2 000 euros de frais de justice à Yves Bouvier. Cette condamnation représente la première mention au casier judiciaire de l'animateur.

### Amende record après l'incident avec Louis Boyard
Le 10 novembre 2022, le député LFI Louis Boyard, ancien chroniqueur de l'émission est invité à se prononcer sur le sujet du navire Ocean Viking dans l'émission TPMP, en direct. Il met en cause plusieurs milliardaires, affirmant que les « cinq personnes les plus riches, ce sont les mêmes personnes qui appauvrissent la France et elles appauvrissent l'Afrique ». Puis il en vient à critiquer le propriétaire du groupe Canal+ Vincent Bolloré, mettant en cause les agissements de l'homme d'affaire au Cameroun, pour lesquels il est poursuivi par la justice. Cyril Hanouna interrompt dès lors le député, le traitant d'« espèce d'abruti, bouffon, tocard » et de « merde », précisant : « Je m'en bats les couilles que tu sois élu », avant de lui rappeler son ancien emploi comme chroniqueur dans l'émission, acceptant de ce fait, l'argent de Bolloré.
À la suite de cette altercation, au nom du groupe La France insoumise, Mathilde Panot annonce saisir l'Arcom et souhaiter l'ouverture d'une commission d'enquête parlementaire sur l'ingérence du milliardaire dans les médias,,. Le 15 novembre la députée LFI Sarah Legrain interpelle l'Assemblée nationale, lors des questions au gouvernement au sujet de l'incident, dénonçant une concentration des médias et un pouvoir trop important de leurs propriétaires sur la liberté d'expression en France.
Yaël Braun-Pivet, présidente de l'Assemblée nationale, considère la séquence télévisuelle mettant en scène l'élu et l'animateur, comme dégradante, tant pour le débat public que pour les personnes présentes sur le plateau et invite ses pairs à « collectivement nous élever contre cette dérive du débat public et du débat dans les médias ». Le porte-parole du gouvernement, Olivier Véran, quant à lui, déclare « qu’on aime ou non Louis Boyard, qu’on partage ou non ses idées, il reste un élu. Il a le droit de s’exprimer comme il l’entend et on n’a certainement pas à l’injurier ou l’insulter ». Le député LFI demande une commission d'enquête sur Bolloré. Le 14 novembre, Louis Boyard annonce sur Twitter porter plainte pour « injure publique » contre l'animateur - Cyril Hanouna ayant promis de faire de même contre l'élu.
La chaîne C8 diffusant l'émission TPMP produite par Cyril Hanouna écope en février 2023 d'une amende record de 3,5 millions d'euros par l'Arcom. Il s'agit de la peine pécuniaire la plus importante jamais infligée par cette autorité : « L’Arcom a en effet estimé que ces propos ont porté atteinte aux droits de l’invité, au respect de son honneur et de sa réputation » et que « cette séquence traduisait une méconnaissance par l’éditeur de son obligation de maîtrise de son antenne ».
Après un recours de la chaîne devant le Conseil d'État, l'autorité donne tort à C8 et confirme l'amende le 10 juillet 2024.
Quant à lui, le présentateur est condamné pour injures publiques par le tribunal correctionnel de Paris le 20 février 2025. Il devra verser avec Franck Appietto environ 4 000 euros de dommages-intérêts à l'élu LFI.

### Sanction après des propos complotistes dans l'émission
Le 9 mars 2023, Gérard Fauré, présenté par l'émission comme « l'ex dealer du Tout-Paris », relaye la théorie complotiste de l'adrénochrome tout en accusant des personnalités publiques de consommation de drogues, de trafic de stupéfiants ou encore de pédophilie, sans que l'animateur n'intervienne concrètement. Une sanction de 500 000 euros infligée par le régulateur vient s'ajouter aux précédentes,. Celle-ci est contestée par la chaîne mais le Conseil d'État leur donne tort et confirme la sanction pécuniaire.
Au total, le présentateur représente un coût s'élevant à 7,6 millions d'euros à la chaîne C8.

## Synthèse de ses activités audiovisuelles

### Passage à la radio
Sauf indication contraire, les assertions de cette section sont sourcées dans la section « Biographie » du présent article
- 2002 : co-animateur durant six mois de Planet Arthur sur Fun Radio, avec Arthur, Manu Levy et Valérie Bénaïm.
- 2005-2007 : présentateur de l'émission Les Peopleries sur Rire et Chansons.
- 2006-2011 : co-animateur de La Bonne Touche avec Jean-Pierre Foucault sur RTL.
- 2011-2013 : co-animateur de Hanouna le matin sur Virgin Radio avec Énora Malagré et Fabien Delettres, puis avec Cartman et Tiffany Bonvoisin.
- 2013-2016 : animateur de l'émission Les Pieds dans le plat sur Europe 1.
- 2022 : co-animateur (un seul jour) du Morning sans filtre sur Virgin Radio avec Guillaume Genton, Diane Leyre et Fabien Delettres.
- 2024-2025 : animateur de l'émission On marche sur la tête sur Europe 1.

### Émissions de télévision

#### Animateur
- 2000-2002 : La Grosse Émission (Comédie !).
- 2001 : La pub, c'est ma grande passion (Comédie !).
- 2002 : Tous au club (France 2) : coanimation avec Julie Raynaud.
- 2003 : Morning Live (M6).
- 2004 : La vie est une fête (Comédie !)
- 2006-2007 : Le Gros Direct (Direct 8).
- 2007 : Hanouna Plage (France 3)
- 2007-2008 : Rire ensemble contre le racisme (France 2).
- 2007-2009 : Le Grand Bêtisier de l'année (France 3).
- 2008-2010 : Pliés en 4 (France 4).
- 2008 : Quand la télé se déguise (France 3).
- 2008, 2009, 2010 : Gala Ni putes ni soumises (France 4).
- 2008-2012 : Tennis Club (France 4), pendant le Tournoi de Roland-Garros.
- 2009 :
  - La Porte ouverte à toutes les fenêtres (France 4)
  - En attendant l'Eurovision (France 3) : co-présentation avec Julien Courbet (mai).
  - Concours Eurovision de la chanson (France 3) : commentateur de la finale, en duo avec Julien Courbet.
  - Quand la télé joue le jeu (France 3).
  - Téléthon : Tel est ton mag (France 2) : coanimation avec Alessandra Sublet.
  - La Chorale des petits chanteurs (France 3).
- 2010 : Fa Si La chanter (France 3).
- 2010-2025 : Touche pas à mon poste !
  - sur France 4 (2010-2012) ;
  - sur D8 (2012-2016)/ C8 (2016-2025) ;
  - sur Zoubida TV (2025).
- 2010 :
  - En route pour l'Eurovision (France 3) : co-présentation avec Stéphane Bern (mai).
  - Concours Eurovision de la chanson (France 3) : commentateur de la finale, en duo avec Stéphane Bern
  - Téléthon 2010, soyons sport (France 2 et France 3) : co-animation (décembre).
- 2011 :
  - première soirée des 26e Victoires de la musique (France 4) : coanimation avec Stéphanie Renouvin (février).
  - Génération Télé 80 (France 4).
  - Ces animaux qui nous font rire (France 4) (décembre).
  - Ces enfants qui nous font rire (France 4) (décembre).
- 2012 :
  - Génération Télé 90 (France 4).
  - Gala de l'humour pour le Sidaction (France 4).
- 2012-2014 : Nouvelle Star (D8).
- 2012 : Virgin Radio Fans (D17) : coanimation avec Enora Malagré.
- 2013 : Le Grand 8 (D8) : remplaçant de Laurence Ferrari.
- 2014-2015 : L'Œuf ou la Poule ? (D8).
- 2014 : The Cover (D8).
- 2015 : CQFD ! Ce qu'il fallait détourner (D8).
- 2015 : Le concert des 60 ans d'Europe 1 (D8).
- 2015-2016 : Le Gros Show (D8).
- 2016 :
  - C'est pour nous, c'est cadeau (D8).
  - Touche pas à mon sport !, en remplacement d'Estelle Denis (D8).
  - Les 35 h de Baba (C8).
  - La Très Grosse Émission, en tandem avec Dominique Farrugia (Canal +).
- 2016-2017 : Le Hanounight Show (Canal +).
- 2017 :
  - Dites-le à Baba ! (C8).
  - TPMP, le jeu : C'est que de l'amour ! (C8).
  - Family Battle (C8).
  - Le Mad Mag (NRJ12) (exceptionnellement).
- 2018 : Little big stars : Le grand show des petits (C8).
- 2018-2022 : Balance ton post ! (C8).
- 2019, 2021 : La Scoumoune avec Caroline Ithurbide et Mokhtar (C8).
- 2019-2020 : La Grande Darka ! (C8).
- 2019 : Monsieur Aznavour ! (C8) avec Fabien Lecœuvre.
- 2020-2023 : La Grosse Rigolade (C8).
- 2020 :
  - Ce soir chez Baba ! (C8).
  - Allô Baba (C8).
  - C que du kif (C8).
  - La Grosse Charriade avec Gad Elmaleh (C8).
- 2020-2021 : À prendre ou à laisser (C8).
- 2021 : 1 jeune, 1 solution (C8).
- 2021-2023 : Le 6 à 7 puis Le 6 à 7 avec Baba  (C8).
- 2021-2022 : Face à Baba (C8).
- 2023 : C'est génial, c'est que de l'amour (C8) : coanimation avec Patrick Sébastien.
- 2023-2024 : PAF le jeu puis PAF avec Baba (C8).
- 2024 : Face à Hanouna (C8).
- 2024-2025 : La Tribu de Baba (C8).

#### Chroniqueur
- 2001 : Les Enfants de la télé animé par Arthur et Pierre Tchernia (TF1) : chroniqueur.
- 2001 : C.I.A. - Le Club de l'info amateur (en direct avec Manu Lévy, Nicolas Deuil et Dominique Farrugia) sur TF1 : chroniqueur.
- 2003 : Qu'est ce qui se passe quand ? animé par Gaël Leforestier (France 2) : chroniqueur.

#### Participant/ candidat
- 2004 et 2005 : Fort Boyard (France 2) : candidat.
- 2005 : Vis ma vie (TF1) : participant (« Cyril Hanouna chirurgien esthétique »).
- 2007-2011 : Le Grand Concours des animateurs (TF1) : candidat (6 fois).
- 2008-2015 : Qui veut gagner des millions ? (TF1) : candidat (6 fois).
- 2008 : Concours Eurovision de la chanson (France 3) : porte-parole du jury français.
- 2012-2015 : Vendredi tout est permis avec Arthur (TF1) : participant (3 fois).
- 2014 : Le Marrakech du rire (M6) : participant (humoriste).

## Filmographie

### Cinéma
- 2006 : Un autre monde de David Haddad : Jean-Bapt, homosexuel hétérophobe[140].
- 2006 : La Dernière Passe de Stomy Bugsy : Ninou, prostitué homosexuel.
- 2007 : Les Princes de la nuit de Patrick Levy : apparition.
- 2012 : La Vérité si je mens ! 3 de Thomas Gilou : Hervé Cockpit, l'homme d'affaires ami de Serge Benamou.
- 2015 : Les Nouvelles Aventures d'Aladin d'Arthur Benzaquen : voix-off (radio).
- 2016 : Pattaya de Franck Gastambide : le directeur de casting de Fat Island.
- 2016 : La Vache de Mohamed Hamidi : lui-même.
- 2018 : Les Déguns de Cyrille Droux et Claude Zidi Jr. : le commissaire-priseur.
- 2020 : Tout simplement noir de Jean-Pascal Zadi et John Wax : lui-même.

#### Doublage
- 2016 : Sausage Party : La Vie privée des aliments (film d'animation) : Kareem Abdul Lavash[141],[142].

### Télévision
- 2010 : Ma super croisière (série humoristique sur Direct 8).
- 2012 : Soda - saisons 2 et 3 (W9) : un amoureux de la mère de Slimane « Slim » Elboughi.
- 2020 : Validé - saison 1 (Canal +) : lui-même, animateur de Touche pas à mon poste !, invité avec l'équipe de l'émission.
- 2024 : La Fièvre - saison 1, épisode 2 : Poison (Canal+) : lui-même.

### Streaming
- 2019 : Huge en France - saison 1, épisode 7 (série sur Netflix) : lui-même.
- Depuis 2022 : Objectif Top 100 sur myCANAL : lui-même.

### Clips
- 2005 : clip de la chanson Donne-moi un smic de Doc Gynéco : lui-même.
- 2013 : clip de la chanson Quand il pète il troue son slip de Sébastien Patoche : lui-même.
- 2014 : clip de la chanson Fresh Prince de Soprano : le barbier.
- 2014 : clip de la chanson Kiss & Love (pour le Sidaction) : lui-même.
- 2017 : clip de la chanson Tout ce qu'il faut de Black M : lui-même.
- 2020 : clip de la chanson Nos cœurs à la fenêtre de Lara Fabian : lui-même.

### DVD
- Février 2006 : Les plus grands délires de Cyril Hanouna à la télé !.

## Discographie

### Chansons de Cyril Hanouna (interprétation + clips)
- 2012 : La Danse de l'épaule (Parodie de Gangnam Style de Psy).
- 2015 : Bogda Bogdanov avec Igor et Grichka Bogdanoff, Marc Lavoine et Chris Marques.
- 2016 : Petit Baba Noël avec Amine. Tous les bénéfices des ventes sont reversés à l'association Les Anges de la rue.
- 2018 : On va la pécho ! composée par Paga. Cette chanson est créée pour soutenir l'équipe de France lors de la Coupe du monde de football de 2018[143].

### Dans la culture populaire
- En 2022, GiedRé lui consacre une chanson sarcastique Merci Baba[144].

## Publications

### Livres
- Le Qui's Qui ! Le livre de ceux qui feraient mieux de changer de nom (L'Équipe du 6-9 de NRJ : Cyril Hanouna, Jonathan Lambert, Philippe Lelièvre, Arnaud Lemort, Henri de Lorme), Michel Lafon - mars 2002
- Les Peopleries - 300 potins de vos stars préférées ! (avec Fabien Lecœuvre), Éditions de la Lagune - juin 2005
- 200 énigmes qui vont vous rendre fou, Michel Lafon - juin 2009
- Ce que m'ont dit les Français (avec Christophe Barbier), Fayard - octobre 2021.

### Boîtes de jeu
- 2018 et 2020 : Bab' Apero

## Palmarès et récompenses
- TV Notes
  - Animateur de l'année 2012 à 2019[145]
- Magazine GQ
  - Homme GQ de l'année 2013[146]
- Gold Prix de la TNT 2015 (récompense de télévision française, remise par la société Live Production).
  - Meilleur animateur[147]
- Les Z'awards de la télé 2015 (TF1)[148]
  - La meilleure coiffure
  - Le plus d'heures d'antenne
- Nommé aux GulliZ 2015 dans la catégorie « chanteur préféré » pour Bogda Bogdanov (Gulli)[149]
- Le Grand Direct des médias (Europe 1)
  - Personnalité TV de l'année (2016)[150]
- Télé-Loisirs Awards[151]
  - Meilleur animateur (2019)
- Gérards de la télévision
  - Sacré « Pire animateur » cinq années d'affilée de 2013 à 2018 (date de la dernière édition)[152]